# Moxibustione
La moxibustione (灸S, jiǔP) è una pratica terapeutica tipica della medicina cinese e fa parte delle tecniche esterne. Si applica in abbinamento al massaggio, all'agopuntura o come tecnica singola.
Ad oggi la pratica risulta priva di fondamento scientifico; sebbene possano esserci benefici di effetto placebo nel trattamento dei sintomi, ad esempio in pazienti con cancro, la maggior parte degli studi è inconcludente. Tali pratiche sono comunque adottate in varie strutture ospedaliere e territoriali italiane.
Nel 2010 è divenuta, insieme all'agopuntura, Patrimonio Culturale dell'Umanità dall'UNESCO, inserita tra i Patrimoni orali e immateriali dell'umanità.

## Etimologia e storia
Moxa è un termine inglese derivato dalle parole giapponesi Moe e Kusa, che significano "bruciare" e "erba" (quindi "erba che brucia") e che si riferiscono alla pratica di una tecnica terapeutica assolutamente originale e sconosciuta in occidente fino a qualche decennio fa.
Il termine moxa si riferisce alla sostanza impiegata per effettuare la moxibustione, che consiste nel riscaldamento di aree cutanee, sovrastanti punti di agopuntura o percorsi energetici, al fine di ottenere la risoluzione di un evento patologico.
La moxibustione è, come le altre pratiche della medicina cinese, di antichissima origine e di essa si parla già in un libro di seta, rinvenuto presso le tombe di Mawangdui appartenute alla famiglia Li Zang, risalente al II-I secolo a.C. In seguito moltissime altre pubblicazioni magnificarono le potenzialità della moxibustione, sostenendo soprattutto che la moxibustione agisce maggiormente nelle fasi croniche delle malattie o qualora altri trattamenti abbiano fallito.

## Tecnica e applicazione
La moxibustione avviene bruciando sopra o in vicinanza della cute della polvere di artemisia (Artemisia vulgaris) al fine di ottenere una calorificazione della cute e, di riflesso, di strutture sottostanti e interne.
L'artemisia è un vegetale che cresce in tutto il pianeta e viene colto per tradizione il 21 giugno, solstizio d'estate, sia per l'uso interno (Artemisia capillaris, Artemisia apiacea), sia per quello esterno (Artemisia vulgaris). Per l'uso esterno questo vegetale viene lavorato in modo tale che al termine rimanga della polvere lanugginosa da impiegare per l'effettuazione della moxibustione. Questa può essere eseguita utilizzando la semplice polvere manipolata per confezionare dei piccoli coni, oppure viene impiegata confezionata in lunghi sigari.
Nel caso che si usasse della moxa non confezionata, questa viene appoggiata alla cute del paziente o sopra sostanze di vario tipo, in modo da costruire coni di varia grandezza (cauterizzazione diretta). Quando il cono è stato opportunamente confezionato, se ne accende la sommità (accensione che non causa la comparsa della fiamma) e lo si lascia bruciare completamente, generando del calore molto intenso. Al termine rimane un forte eritema cutaneo.
Nel caso, invece, che si intenda utilizzare la moxa confezionata in sigari, questa viene accesa ad una sommità del sigaro (accensione che non causa la comparsa della fiamma) e poi viene avvicinata alla cute per ottenere un riscaldamento per irraggiamento termico o conduzione.
Il timore di ustioni sussiste solo se la moxa accesa tocca la cute, altrimenti si ottiene un eritema reattivo che indica il successo della pratica, in ogni caso l'eritema scompare nel giro di poche decine di minuti.
La cauterizzazione diretta, che prevede l'impiego di moxa non confezionata, può avvenire con il cono di Artemisia (preparato al momento) appoggiato direttamente sulla cute (evenienza che al termine della pratica lascia una ustione di 2º grado e la formazione di una flittena), tuttavia per le complicanze causate dalla sovrainfezione della flittena è una pratica in disuso anche in Cina, mentre è più indicata la cauterizzazione indiretta che prevede che il cono di artemisia, sia appoggiato su una fettina di zenzero, o di aglio, o di uno strato di sale o di porzioni di altre sostanze, al fine di determinare si un forte riscaldamento cutaneo, ma di evitare però la comparsa della flittena.
In genere la cauterizzazione indiretta viene praticata in casi di una certa gravità, nei quali la presenza di Freddo abbia determinato la comparsa di stati collassiali e di forte astenia.
Pratica maggiormente impiegata è quella del riscaldamento cutaneo ottenibile con l'uso dei sigari di moxa.
Questa pratica avviene accendendo una estremità del sigaro di artemisia ed una volta accesa, viene avvicinata alla cute per determinarne il riscaldamento. La pratica può avvenire mantenendo fermo il sigaro in prossimità del punto prescelto, o effettuando dei movimenti circolatori o a becchettio sul medesimo punto.
Nel caso che il sigaro venga mantenuto fermo, esso deve rimanere ad una distanza dalla cute di almeno 3 cm, altrimenti si può causare una ustione e questa tecnica va protratta per almeno 10 minuti, tuttavia se si esegue un movimento rotatorio, questo può avvenire ad una distanza minore ma per un tempo più lungo (20-30 minuti). Il becchettio è molto riscaldante e va effettuato con attenzione per non ledere la cute. L'artemisia irradia, quando è incandescente, un calore da 500 a 600 °C e uno spettro infrarosso.
Infine esiste la possibilità di praticare la moxibustione impiegando contenitori per alloggiare frammenti di moxa. Questi contenitori detti moxatori (moxa boxes), sono a forma di cofanetto con il fondo provvisto di rete metallica fine e di coperchio per inserire la moxa. In genere sono di legno, ma ne esistono anche di metallici ed hanno misure che vanno dai 10–15 cm di larghezza ai 5–10 cm di lunghezza e 3–8 cm di altezza.
All'interno di questi cofanetti vengono posti, al centro della reticella, uno o due frammenti di moxa grandi, più o meno, 3 centimetri per 3 centimetri i quali vengono poi accesi e lasciati bruciare lentamente a coperchio chiuso. Poiché la reticella si trova a 1–2 cm dalla cute, è pressoché impossibile l'ustione della medesima, tuttavia durante la fase centrale della combustione, il calore potrebbe essere molto intenso e la scatola può essere rimossa per pochi secondi.
Date le dimensioni di queste scatoline, è possibile procedere alla moxibustione simultanea di più punti di agopuntura, specialmente sull'addome e sul dorso, dove i punti sono ravvicinati.
Questa tecnica di moxibustione si addice a condizioni croniche, nelle quali vi sia forte insediamento del Freddo all'interno del corpo.
Secondo i sostenitori di questa tecnica, un singolo trattamento di moxa dovrebbe trattare al massimo 6 punti. Il ritmo delle applicazioni è di uno ogni due giorni per arrivare ad una serie che va dai 10 ai 15 trattamenti. Dopo questa serie, se non si sono ottenuti benefici, si dovrà osservare un riposo terapeutico di almeno una settimana, prima di ricominciare.

## Indicazioni
Secondo i fautori di tale pratica, la moxibustione si addice al trattamento di tutte le patologie dominate dal Freddo e dall'Umidità, siano essi penetrati dall'esterno o presenti all'interno (deficit di Yang), nelle patologie croniche come la bronchite e l'asma, sia con presenza di Calore o di Freddo e nelle patologie contraddistinte da forte stasi di QI e Sangue, poiché:
- velocizza la corrente energetica nei meridiani
- disperde il Freddo e l'Umidità
- armonizza il rapporto tra QI e Sangue
- tonifica lo YANG
- si oppone ed espelle le energie patogene mantenendo la salute.

Tuttavia non vi è alcuna prova scientifica a sostegno di queste teorie.

## Controindicazioni
La pratica della moxibustione è tassativamente sconsigliata in caso di febbre a 40°, ma in genere non andrebbe applicata quando la temperatura corporea supera i 38°. Non è indicata nelle patologie dove vi sia evidente preponderanza di calore, su aree cutanee eritematose, o abrase, o ferite. Quindi non è indicata nelle forti ipertensioni arteriose con forte stasi di calore, nelle ansie con eccesso forte di calore, sulle aree cutanee psoriasiche o con lupus eritematoso, o con presenza di nervi sospetti o irritati. La moxibustione con cauterizzazione diretta è bene evitarla per il fortissimo dolore arrecato al paziente. Da evitare anche durante il ciclo mestruale. Per prudenza è bene non sottoporre trattamenti ai bambini di età inferiore ai 7 anni. Non esiste invece alcun limite massimo di età. Non è controindicata durante la gravidanza, ma in questo periodo è preferibile praticarla blandamente sul basso ventre e nella parte bassa della colonna vertebrale.